# Geovani Martins
Geovani Martins, né le 18 juillet 1991 à Rio de Janeiro, est un écrivain brésilien.

## Biographie
Geovani Martins grandit dans les favelas de Rio et n'a pas d'études formelles. Lors d’une journée en garde à vue, faute d’autre occupation, il découvre l’œuvre du romancier Roberto Drummond. 
Après des années de petits boulots et une tentative d'écrire un roman, il travaille à écrire des nouvelles sur une machine à écrire offerte par sa famille et présente son premier recueil à un salon en mars 2017. Geovani Martins devient un modèle local avec son premier livre. Le recueil contient 13 nouvelles et connaît un grand succès au Brésil avant même d'être publié.